# Marquinhos Capixaba
Marco Antônio Moraes Wandermurem, conhecido também por Marquinhos Capixaba (Cachoeiro de Itapemirim, 22 de setembro de 1965) é um ex-futebolista brasileiro que atuava como lateral-direito, vice-campeão brasileiro em 1995 pelo Santos. Ele também chegou a jogar como zagueiro em algumas partidas.

## Carreira
Marquinhos Capixaba despontou para o futebol no Botafogo de Ribeirão Preto, onde jogou entre 1985 e 1987.
Contratado pelo Guarani em 1988, fez parte do elenco que conquistou o vice-campeonato paulista daquele ano.
Após jogar por São José, Fluminense, Sport, Comercial, Noroeste, Novorizontino, Rio Branco de Americana, Paysandu e Ferroviária, onde foi vice-campeão da Série C do Brasileiro em 1994, foi contratado pelo Santos no segundo semestre de 1995 por empréstimo, juntamente com o zagueiro Ronaldo Marconato, que também integrou o elenco da Ferroviária que caiu no Campeonato Paulista. Titular em boa parte do Campeonato Brasileiro, Marquinhos Capixaba foi quem deu o passe para o gol de Marcelo Passos, porém ajeitou a bola com o braço, em lance ignorado pelo árbitro Márcio Rezende de Freitas. Minutos depois, um gol mal-anulado de Camanducaia (que estava 58 centímetros atrás do zagueiro Leandro Ávila, que dava condição) foi decisivo para o título nacional do Botafogo, que fora beneficiado com outro erro de arbitragem, depois que o gol de Túlio, em posição irregular, foi validado.
Depois que saiu do Santos, Marquinhos Capixaba ainda teve passagens por São Paulo e Paraná Clube, Inter de Limeira e Santa Cruz.
No final de sua carreira, jogou por Araçatuba, Londrina, Rio Branco-ES, Tupy, Ituano, Vilavelhense, Pinheiros e Vitória-ES, onde se aposentou em 2008, aos 42 anos de idade.
Em 2016, foi homenageado pela Assembleia Legislativa do Espírito Santo juntamente com outros ex-jogadores que defenderam clubes do estado.

## Títulos
São Paulo
- Copa Master da Conmebol: 1996